# Fahda bint Asi Al Shuraim
Fahda bint Asi Al Shuraim (in arabo الشيخة فهدة بنت العاصي الشريم‎?; ... – 1934) è stata una delle mogli del re Abd al-Aziz.

## Primi anni di vita
Fahda apparteneva alla potente tribù Shammar. Era figlia dell'ex capo tribù Shammar, Asi Al Shuraim. Il padre di Fahda era lo sceicco della parte meridionale della tribù Shammar.

## Vita personale
Fahda bint Asi ha sposato in prime nozze il decimo emiro Al Rashid, Sa'ud bin Abd al-Aziz, che è stato ucciso da suo cugino nel 1920. Ha avuto due figli dal suo primo matrimonio: Abd al-Aziz (nato nel 1916) e Mishaal (nato nel 1918).
A seguito dell'uccisione del marito, Fahda ha sposato re Abd al-Aziz di cui è stata l'ottava moglie. È stata una delle due donne Rashide sposate con lui. La ragione di queste unioni è da ricercare nel tentativo di costruire una tregua e di renderli fedeli al nuovo Stato. In altre parole, Abd al-Aziz la sposò per eliminare i potenziali problemi causati dai Rashidi.
Il primo figlio nato dal suo matrimonio con il sovrano è stato Abd Allah, che diventerà sesto re dell'Arabia Saudita. In seguito sono nate anche due figlie: Nuf e Seeta. Fahda morì intorno al 1934.

## Eredità
Nell'agosto 2009, re Abd Allah ha inaugurato la Scuola Secondaria per Qualificazione "Fahda bint Asi Al Shuraim" a Boskora in Marocco. La scuola è composta da diciotto aule per la formazione generale, nove classi di scienze, tre aule per la preparazione, una biblioteca e aree speciali per lo sport.